# シドニー・ルースターズ
シドニー・ルースターズ（Sydney Roosters）は、オーストラリアのプロラグビーリーグフットボールクラブである。シドニーのイースタン・サバーブズ地区を拠点としている。ホームスタジアムはシドニー・クリケット・グラウンド。
ナショナルラグビーリーグ（NRL）に参戦しており、最も古く、最も成功したクラブの1つである。ルースターズはニューサウスウェールズ・ラグビーリーグ（NSWRL）とNRLのタイトルを15回獲得し、その他いくつかの大会で優勝している。フランチャイズチームとして、イースタン・サバーブズ/シドニー・シティ/シドニー・ルースターズの優勝回数15回はセントジョージ・ドラゴンズと並び、サウスシドニー・ラビトーズに次いで2位である。

## 栄誉

### タイトル
- プレミアシップ – 15
1911, 1912, 1913, 1923, 1935, 1936, 1937, 1940, 1945, 1974, 1975, 2002, 2013, 2018, 2019
  - 準優勝 – 15
1908, 1919, 1921, 1928, 1931, 1934, 1938, 1941, 1960, 1972, 1980, 2000, 2003, 2004, 2010
  - マイナープレミアシップ – 20
1912, 1913, 1923, 1931, 1934, 1935, 1936, 1937, 1940, 1941, 1945, 1974, 1975, 1980, 1981, 2004, 2013, 2014, 2015, 2018
- ワールドクラブチャレンジ – 4
1976, 2003, 2014, 2019
- Amco Cup – 2
     1975, 1978
- City Cup – 3
     1914, 1915, 1916
- オークランド・ナインズ – 1
     2017
- ワールドセブンズ – 1
     1993

## NRL女子チーム
2018年3月27日、シドニー・ルースターズは新設されたNRL女子プレミアシップの2018シーズンに参加するライセンスを申請し、承認された。
4チームが参加した2018レギュラーシーズンでは2位となり、グランドファイナルではブリスベン・ブロンコズに34対12で敗れた。